# Walka Jakuba z aniołem
Walka Jakuba z aniołem – obraz holenderskiego malarza Rembrandta Harmenszoona van Rijn, namalowany w 1659 roku.

Gdy zaś wrócił i został sam jeden, ktoś zmagał się z nim aż do wschodu jutrzenki, a widząc, że nie może go pokonać, dotknął jego stawu biodrowego i wywichnął Jakubowi ten staw podczas zmagania się z nim. A wreszcie rzekł: "Puść mnie, bo już wschodzi zorza!” Jakub odpowiedział: „Nie puszczę cię, dopóki mi nie pobłogosławisz!” Wtedy [tamten] go zapytał: „Jakie masz imię?” On zaś rzekł: „Jakub”. Powiedział: „Odtąd nie będziesz się zwał Jakub, lecz Izrael, bo walczyłeś z Bogiem i z ludźmi, i zwyciężyłeś”. Potem Jakub rzekł: „Powiedz mi, proszę, jakie jest Twe imię?” Ale on odpowiedział: „Czemu pytasz mnie o imię?” - i pobłogosławił go na owym miejscu. (Rdz 32 25-30)

Rembrandt przez całe swoje artystyczne życie czerpał tematy dla swoich obrazów z Biblii. W 1659 roku stworzył dwa dzieła, w których opowiada historię ze Starego Testamentu. Pierwszym obrazem była Walka Jakuba z aniołem, drugim: Mojżesz z tablicami prawa.
Podobnie jak obraz Walka Jakuba..., został zamówiony przez władzę miejską Amsterdamu. Być może oba dzieła miały składać się na całość większego cyklu poświęconego bohaterom ze Starego Testamentu. Obraz zachował się w pomniejszonej wersji (płótno zostało przycięte). Rembrandt na bohatera swojego dzieła wybrał postać Jakuba i jego walkę z aniołem opisaną w Księdze Rodzaju.